# Louis de Bourbon-Roussillon

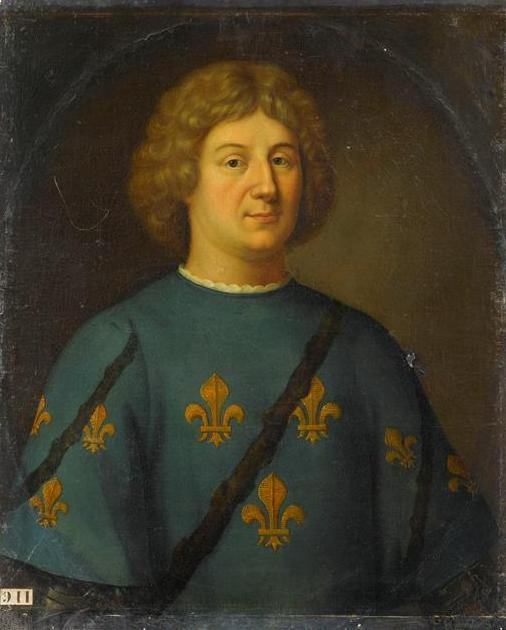
Louis (1450–1487), Bâtard de Bourbon, Comte de Roussillon-en-Dauphiné, Amiral de France, Anonym, 18. Jahrhundert, Schloss Versailles

Louis, Bâtard de Bourbon, Comte de Roussillon en Dauphiné et de Ligny († Januar 1487 in Valognes), genannt l’Amiral de Bourbon, war ein unehelicher Sohn von Herzog Charles I. de Bourbon und begründete den kurzlebigen Zweig der Bourbon-Roussillon.
Neben den Grafschaften Roussillon und Ligny besaß er die Herrschaften Valognes, Usson, Crémieu, Beauregard oder Beaurepaire, Vizille, Moras, Commission en Dauphiné oder Cornillon-en-Trièves, Montpensier-en-Loudunais, die Baronie Landorre sowie die Herrschaften Soluveilz und Armen in der Grafschaft Rodez.

## Leben
Louis de Bourbon, war der uneheliche Sohn von Charles, Herzog von Bourbon († 1456), und der Jeanne de Bournan. Am 6. Juni 1460 wurde er zum Seneschall und Marschall des Bourbonnais und des Herzogtums Auvergne sowie allen weiteren Ländereien seines Halbbruders, des Herzogs Jean II. de Bourbon gemacht (und am 17. November 1471 bestätigt). Am 24. Juli 1461 war er zum Capitaine und Châtelain von Verneuil ernannt. Im August 1461 (vor dem 19.) gab ihm Jean II. die Baronie Roussillon für sich und seine männlichen Erben – am 24. März 1462 gab er Roussillon zurück und erhielt im Gegenzug die Herrschaft Châtelard en Bresse, 1465 bekam er vom König die Baronie Roussillon erneut verliehen, diesmal als Grafschaft.
Am 20. September 1461 wurde zum Lieutenant-général in den Gebieten seines Halbbruders ernannt. Im Juni 1462 schenkte ihm Jean II. Burg und Herrschaft Juis en Dombes. Im September 1463 wurde er legitimiert.
Louis war vor 1463 verlobt mit Anne de Chabannes, Tochter von Antoine de Chabannes und Marguerite de Nanteuil, Gräfin von Dammartin (Haus Chabannes), aber auch mit Marie d’Orléans, Tochter von Jean, Bâtard d’Orléans, Comte de Dunois, und Marie d’Harcourt; als Marie d'Orléans sich von Louis entführen ließ („se fit enlever par Louis bâtard de Bourbon“) wurde sie durch das auf den 3. Oktober 1463 datierte Testament ihrer Eltern enterbt, die die Annullierung des Ehevertrags zwischen ihr und ihrem Entführer („entr'elle et son ravisseur“) durch ein Urteil in Avignon vom 16. April 1464 veranlassten.
Nach dem Scheitern dieser Eheanbahnung wurde ein weiterer Versuch unternommen, in den König Ludwig XI. direkt einbezogen war. Er hatte eine Tochter von seiner Geliebten Phélise Regnard bekommen, Jeanne, Bâtarde de France, Dame de Mirebeau de d‘Usson (* 1447/56; † 1519), und ließ sie Louis, Bâtard de Bourbon heiraten. Der Ehevertrag wurde am 7. November 1465 geschlossen, die Hochzeit fand Ende Februar 1466 statt.
Nach der Rückkehr von einer Gesandtschaft zum König von England schenkte Ludwig XI. ihm umfangreichen Besitz (Usson, Crémieu, Beaurepaire oder Beauregard, Vizille, Moras, Commission oder Cornillon-en-Trièves in der Dauphiné), Ende Mai 1466 machte er ihn zum Admiral von Frankreich. Er wurde Lieutenant-général des Königs in der Normandie, Gouverneur von Honfleur und Graville, und erhielt 1468 den Auftrag, die Normandie von den Fürsten der Ligue du Bien public zurückzuerobern, und schlug dabei den Herzog von Bretagne. Am 1. August 1469 erhielt er das Collier des am gleichen Tag gegründeten Michaelsordens. 1470 war er Capitaine einer Kompanie von 100 Lanzen. Er wurde auch Gouverneur der Dauphiné, hierzu ist aber kein Zeitraum bekannt.
Am 30. August 1473 huldigte er dem König als Baron de Landorre, Seigneur de Soluveilz et d’Armen etc in der Grafschaft Rodez. 1474 kämpfte er im Artois gegen den Herzog von Burgund, eroberte Roye, und schlug 1475 die Flamen bei Arras. Nach dem Tod des Herzogs (5. Januar 1477) wurde er zum Gouverneur von Arras und Hesdin ernannt. 1481 belehnte ihn Ludwig XI. mit der Grafschaft Ligny nach dem erbenlosen Tod des Vorbesitzers Georges II. de La Trémoille.
Louis, Bâtard de Bourbon starb im Januar 1487 in Valognes und wurde in der dortigen Kirche Saint-François beigesetzt. Seine Witwe Jeanne starb am 7. Mai 1519 auf Burg Le Coudray-Montpensier und wurde in der Franziskanerkirche in Mirebeau beigesetzt.

## Nachkommen
Mit Jeanne , Bâtarde de France, hatte er die Kinder:
- Suzanne de Bourbon (* Ende 1466; † 1531[12]), 1510 Comtesse de Roussillon et de Ligny, Dame de Montpensier en Lodunois; ⚭ (1) um 1489/90[13] Jean de Chabannes (* 1462; † 1503[14]), 1488 Graf von Dammartin, Sohn von Antoine de Chabannes und Marguerite de Nanteuil, Gräfin von Dammartin (Haus Chabannes); ⚭ (2) nach 18. September 1510 Charles de Boulainvilliers, († 1529), Sohn von Philippe II. de Boulainvilliers, und Claude de Sèvre
- Charles de Bourbon († 1510), 1487 Comte de Roussillon et de Ligny, Seigneur de Valognes etc.; ⚭ 1506 Anne de La Tour, genannt de Boulogne, Dame de Montgascon († 1530), Tochter von Godefroy II. de La Tour, Seigneur de Montgascon, und Antoinette de Polignac (La Tour d’Auvergne), die Ehe blieb ohne Nachkommen
- Anne de Bourbon († 1528), Dame de Mirebeau, ⚭ Jean II. d’Arpajon († nach 22. Januar 1516), Baron d'Arpajon, Sohn von Guy d’Arpajon, Baron d’Arpajon, und Marie d’Aubusson
- Catherine de Bourbon

Darüber hinaus hatte er einen unehelichen Sohn von einer unbekannten Frau, Jean de Bourbon (* 1465; † nach 1488), Kommendatarabt von Seuilly bei Chinon und Apostolischer Protonotar.